# ریگان‌ها
ریگان‌ها (انگلیسی: The Reagans) تله‌فیلم درام زندگی‌نامه‌ای درباره رونالد ریگان، رئیس‌جمهور پیشین آمریکا و خانواده وی است. قرار بود این تله‌فیلم از شبکه سی‌بی‌اس روی آنتن برود، اما جنجال‌ها در مورد جهت‌دار بود مجموعه باعث شد در نهایت از شبکه کابلی شوتایم پخش شود. «ریگان‌ها» ۱٫۲ میلیون تماشاگر داشت.